# Provincia di Salamanca
Salamanca è una provincia della comunità autonoma di Castiglia e León, nella Spagna occidentale. Confina con le province di Zamora a nord, di Valladolid a nord-est, di Ávila a est, l'Estremadura (provincia di Cáceres) a sud e il Portogallo (distretti di Guarda e Bragança) a ovest.
La superficie è di 12.350 km², la popolazione nel 2003 era di 350.984 abitanti.
Il capoluogo è Salamanca, altri centri importanti sono Béjar, Ciudad Rodrigo e Santa Marta de Tormes.

## Comarche
La provincia di Salamanca è divisa nelle seguenti comarche:
- Campo de Salamanca
- Ciudad Rodrigo
- Guijuelo
- Vitigudino
- La Armuña
- Las Villas
- Sierra de Béjar
- Sierra de Francia
- Tierra de Alba
- Tierra de Ledesma
- Tierra de Peñaranda